# Analcocerus orbitalis
Analcocerus orbitalis är en tvåvingeart som beskrevs av James 1943. Analcocerus orbitalis ingår i släktet Analcocerus och familjen vapenflugor. Inga underarter finns listade i Catalogue of Life.